# Kyčelní sval
Kyčelní sval (latinsky musculus iliacus) je plochý trojúhelníkový sval, který vyplňuje jámu kyčelní. Kyčelní sval vytváří boční část iliopsoas, umožňuje flexibilitu stehna a dolní končetiny v kyčelním kloubu. Při klidném stoji spolu s velkým svalem bederním jsou antagonisty velkého svalu hýžďového a spolu udržují rovnováhu trupu. Inervovány jsou cestou stehenního nervu.

## Další obrázky

Postavení kyčelního svalu (zobrazen červeně)
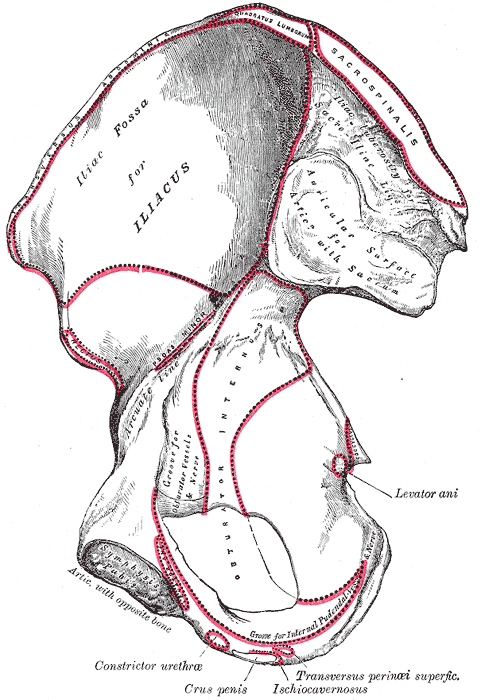
Pravá kyčelní kost